# Növekedési hormon

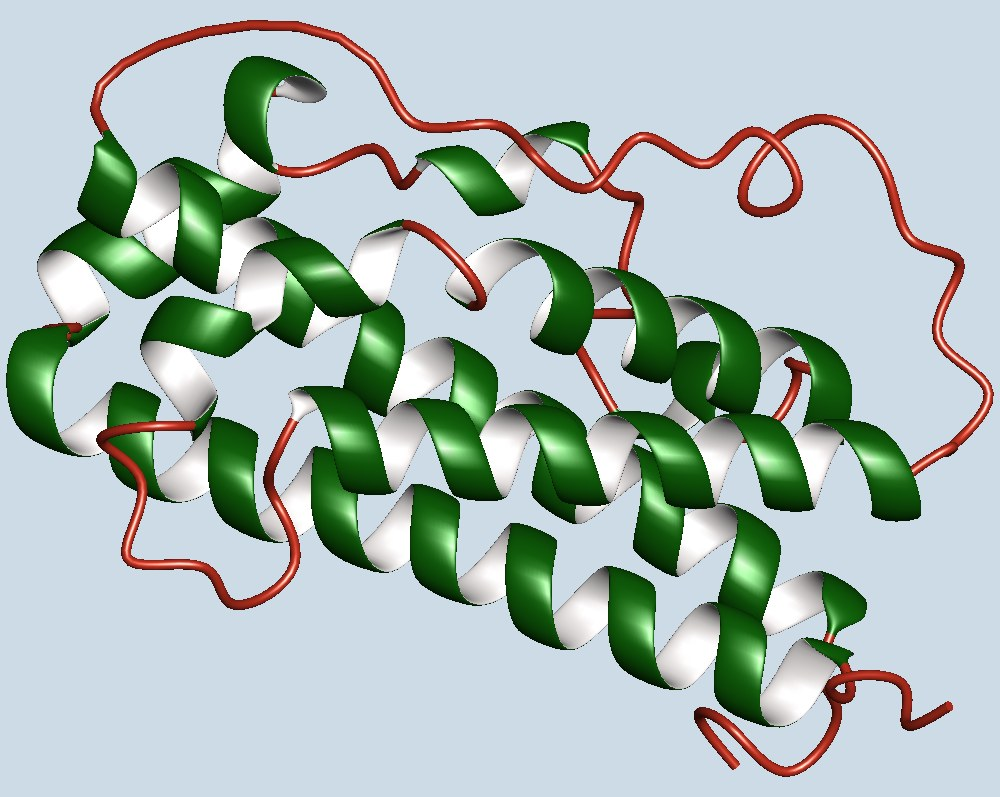

A növekedési hormon (GH, STH, szomatotropin) egy 190, illetve 191 aminosavból álló egyszerű polipeptid hormon. Az előmolekula (melyet 217 aminosav épít fel) két eltérő láncból áll (alfa és béta) és megközelítőleg 22 kDa súlyú. Fiziológiai állapotban két hormon kapcsolódik egymáshoz, egy dimert képezve. A szomatolaktogenikus hormonok családjába tartozik, melynek tagja még a prolaktin, a placentáris laktogén és számos növekedési faktor is (IGFI, IGFII stb.). Ezen fehérjecsaládba tartozó anyagok receptorainak szerkezete igen hasonló. A felsorolt hormonok szövetspecifikus termelődése ellenére számos evolúciós, immunológiai és biológiai folyamat résztvevői és mindegyik különböző mértékű tejelválasztó, növekedést serkentő, anyagcserét és az immunrendszert befolyásoló hatással rendelkezik.

## Hatása az emberi szervezetre
A növekedési hormon a növekedést, fejlődést segítő hatású hormon. A csontvégek porcos részeire hat. Önálló hatású hormon, más endokrin szerv működését nem irányítja. 
Túlműködése gyermekkorban óriásnövést (gigantizmus) okoz. Jellemző a 190-260 cm-es testmagasság. A szakirodalom 260 cm magas óriást is megemlít. 
Túlműködése felnőttkorban (acromegalia) a kiálló csúcsi részek (például kéz, láb, orr, fül, nyelv, állcsúcs) megnagyobbodását okozza.
Csökkent működése a növekedési időszakban törpeséget (nanismus) okoz. A testmagasság 140 cm alatt marad, de a testalkat arányos. A törpék arcvonásai öregesek, a másodlagos nemi jellegek nem fejlődnek ki. A törpeség férfiaknál gyakoribb, mint nőknél. Leírtak már 60 cm-es törpét is.